# Publilio Siro
Publilio Siro (Publilius Syrius; 85 a. C. – 43 a. C.) fue un escritor latino de la antigua Roma. También conocido como Publio Siro (Publius Syrius), Publilio Sirio o Publio Sirio. 

## Biografía y obra
Era nativo de Siria y fue hecho esclavo y enviado a Italia, pero gracias a su talento se ganó el favor de su amo, que lo liberó y educó.
Sus pantomimas, en las que él mismo actuaba, tuvieron mucho éxito en las ciudades italianas y en los juegos de Julio César del año 46 a. C. Publio era también un gran improvisador y recibió el premio de César en una competición en la que venció a todos sus rivales, incluido el célebre Décimo Laberio.
De sus obras queda únicamente una colección de "Sentencias" (Sententiae) y una serie de máximas morales. Esta colección fue recopilada en fecha temprana ya que era conocida por Aulo Gelio en el siglo II. Cada máxima está compuesta de un único verso y ordenada alfabéticamente. Posteriormente se intercalaron en la obra versos apócrifos; el número de versos verdaderos es de unos 700. Incluyen muchos dichos agudos, como el famoso "iudex damnatur ubi nocens absolvitur" ("El juez es condenado cuando el culpable es absuelto.")